# Campionato di calcio della Repubblica Socialista Sovietica d'Estonia 1945
Il campionato 1945 era la massima divisione del campionato estone ed era un campionato regionale sovietico; fu il primo di epoca sovietica e la Dünamo Tallinn vinse il titolo, il primo della sua storia.

## Formato
Il campionato fu disputato da otto squadre: ciascuna formazione incontrò le altre in incontri di sola andata per un totale di 7 turni.

## Classifica finale
|                       | Pos. | Squadra               | Pt | G | V | N | P | GF | GS | DR  |
| --------------------- | ---- | --------------------- | -- | - | - | - | - | -- | -- | --- |
| RSS Estone (bandiera) | 1    | Dünamo Tallinn        | 12 | 7 | 6 | 0 | 1 | 30 | 7  | +23 |
|                       | 2    | BLTSK                 | 11 | 7 | 5 | 1 | 1 | 26 | 9  | +17 |
|                       | 3    | Korpus 2nd XI Tallinn | 10 | 7 | 4 | 2 | 1 | 22 | 9  | +13 |
|                       | 4    | Korpus Tallinn        | 9  | 7 | 4 | 1 | 2 | 17 | 9  | +8  |
|                       | 5    | Kalev Tallinn         | 7  | 7 | 3 | 1 | 3 | 11 | 16 | -5  |
|                       | 6    | Spartak Tallinn       | 3  | 7 | 1 | 1 | 5 | 10 | 30 | -20 |
|                       | 7    | Dünamo Rakvere        | 2  | 7 | 1 | 0 | 6 | 8  | 28 | -20 |
|                       | 8    | Kalev Pärnu           | 2  | 7 | 1 | 0 | 6 | 13 | 29 | -16 |